# Comuna Răsmirești, Teleorman
Răsmirești este o comună în județul Teleorman, Muntenia, România, formată din satele Ludăneasca și Răsmirești (reședința).

## Demografie
Componența etnică a comunei Răsmirești
     Români (94,02%)
     Alte etnii (0,23%)
     Necunoscută (5,75%)
Componența confesională a comunei Răsmirești
     Ortodocși (94,02%)
     Alte religii (0,23%)
     Necunoscută (5,75%)
Conform recensământului efectuat în 2021, populația comunei Răsmirești se ridică la 887 de locuitori, în scădere față de recensământul anterior din 2011, când fuseseră înregistrați 993 de locuitori. Majoritatea locuitorilor sunt români (94,02%), iar pentru 5,75% nu se cunoaște apartenența etnică. Din punct de vedere confesional, majoritatea locuitorilor sunt ortodocși (94,02%), iar pentru 5,75% nu se cunoaște apartenența confesională.

## Istorie
La sfârșitul secolului al XIX-lea, comuna făcea parte din plasa Marginea a județului Vlașca și era alcătuit din satele Ludăneasca și Răsmirești (Trestincul de Sus), cu o populație de 638 de locuitori. În comună exista o biserică și o școală mixtă.
Anuarul Socec din 1925 consemnează comuna în plasa Dunărea a aceluiași județ și cu o populație de 1670 de locuitori.
În anul 1950, comuna a trecut în administrația raionului Drăgănești-Vlașca al regiunii Teleorman, raion care, doi ani mai târziu, a fost inclus în regiunea București.
În anul 1968, comuna a fost transferată la județul Teleorman în actuala structură.

## Politică și administrație
Comuna Răsmirești este administrată de un primar și un consiliu local compus din 9 consilieri. Primarul, Viorel Mihai[*], de la Partidul Național Liberal, este în funcție din 2016. Începând cu alegerile locale din 2024, consiliul local are următoarea componență pe partide politice:
|  | Partid                    | Consilieri | Componența Consiliului | Componența Consiliului | Componența Consiliului | Componența Consiliului | Componența Consiliului | Componența Consiliului |
|  | ------------------------- | ---------- | ---------------------- | ---------------------- | ---------------------- | ---------------------- | ---------------------- | ---------------------- |
|  | Partidul Național Liberal | 6          |                        |                        |                        |                        |                        |                        |
|  | Partidul Social Democrat  | 3          |                        |                        |                        |                        |                        |                        |